# Neolitsea fischeri
Neolitsea fischeri là một loài thực vật thuộc họ Lauraceae. Đây là loài đặc hữu của Ấn Độ.